# 7896 Švejk
7896 Švejk è un asteroide della fascia principale. Scoperto nel 1995, presenta un'orbita caratterizzata da un semiasse maggiore pari a 3,1444230 UA e da un'eccentricità di 0,1333109, inclinata di 1,91249° rispetto all'eclittica.